# Балахи (Псковська область)
Балахи (рос. Балахи) — присілок в Опочецькому районі Псковської області Російської Федерації.
Населення становить 79 осіб. Входить до складу муніципального утворення Глубоковська волость.

## Історія
Від 2015 року входить до складу муніципального утворення Глубоковська волость.

## Населення
| 2001 | 2002 | 2010 | 2013 | 2014 | 2015 | 2016 |
| ---- | ---- | ---- | ---- | ---- | ---- | ---- |
| 398  | ↘99  | ↘59  | ↗73  | ↗77  | ↗78  | ↗79  |